# رون هيوز
رون هيوز (بالإنجليزية: Ron Hughes)‏ (1 يوليو 1930 في المملكة المتحدة - 30 يوليو 2019) هو مدرب كرة قدم ولاعب كرة قدم بريطاني في مركز الدفاع. لعب مع نادي تشستر سيتي وهوليول تاون ‏ ومولد ألكسندرا ‏.

## وصلات خارجية
- رون هيوز على موقع قاعدة بيانات كرة القدم.إي يو (الإنجليزية)